# D'Ewes Coke

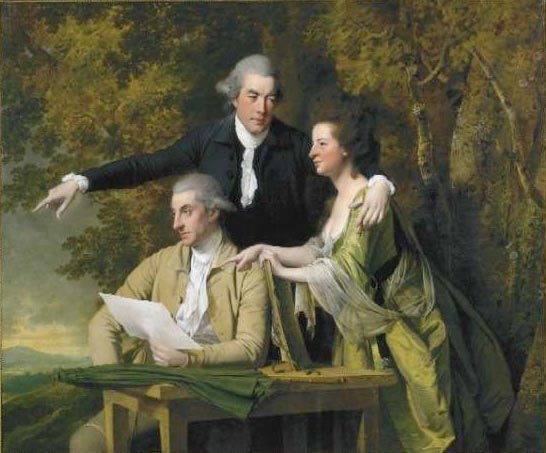
La familia Coke.

El Reverendo D'Ewes Coke (1747 - 12 de abril de 1811) fue rector de Pinxton y South Normanton, en Derbyshire (Reino Unido), así como propietario de una mina de carbón y filántropo. Su esposa fue Hannah, heredera de George Heywood de Brimington.

## Historia familiar
Coke nació en Mansfield Woodhouse en el año 1747; fue el único hijo de George Coke (1725–1759) de Kirkby Hall, Nottinghamshire, y su esposa Elizabeth, hija del Reverendo Seth Ellis. George Coke era, a su vez, hijo de otro D'Ewes Coke (muerto en 1751), de Suckley, y de su primera mujer, Frances Coke, hija y coheredera de William Coke de Trusley, y fue el único de los tres hijos que sobrevivió a su infantez. El padre de Coke murió en 1759, cuando su hijo tenía sólo doce años.
El nombre de D'Ewes venía de la tatarabuela de Coke, Elizabeth D'Ewes, madre del primero D'Ewes Coke. Una hija de Sir Willoughby D'Ewes, 2.º Barón de Stowlangtoft Hall (Suffolk) era mujer del tatarabuelo de Coke, Heigham Coke de Suckley. Su abuelo era Sir Simonds D'Ewes, 1.er Barón.
La familia de Coke puede ser trazada atrás hasta el siglo XV, e incluye figuras tan notables como George Coke, obispo de Hereford antes de que estallara la Guerra Civil Inglesa, y Sir John Coke, secretario de Estado del rey Carlos I de Inglaterra. A la familia le pertenecían minas de carbón a Plinxton, donde Coke pagó, además, porque se construyera una escuela y una residencia para el maestro.
Coke era primo de Daniel Coke (1745–1825), uno procurador de los tribunales y diputado.

## Vida y familia
Coke fue educado en la Repton School y en el St John's College, en la Universidad de Cambridge, donde fue admitido como pensioner el 13 de octubre de 1764, mientras su padre era nombrado George Coke, Coronel de los 3os Dragones del Rey en Kirkby Hall, Nottinghamshire.
Coke entró al ministerio del Iglesia de Inglaterra en 1770, fue ordenado diaca el 23 de septiembre de este mismo año y sacerdote el 15 de diciembre de 1771, ambos casos a la Diócesis de Coventry y Lichfield, y tuvo las vicarías de Pinxton y South Normanton, a Derbyshire, desde 1771 a 1811.
Coke se casó con Hannah, hija de George Heywood (muerto en 1818) de Brimington Hall, Nottinghamshire, donde Coke pasó sus últimos años. D'Ewes y Hannah tuvieron tres hijos, el más grande de los cuales fue otro D'Ewes Coke (1774–1856); este fue el heredero de Coke, y acabó por ser procurador de los tribunales. El segundo hijo, Sir William Coke (1776-1818) también entró en materias de justicia y fue juez en Ceylon. El tercer hijo, finalmente, fue John Coke DL (muerto en 1841), quien sirvió de High Sheriff de Nottinghamshire en 1830. John Coke también fue capital en la fundación de la fábrica de porcelana de Pinxton en unas tierras alquiladas por su padre. Los tres hijos tuvieron un papel importante en el establecimiento del Mansfield and Pinxton Railway, que se inauguró el 1819.
El retrato familiar que se muestra en esta página fue obra de Joseph Wright de Derby; lo pintó en 1782, justo después de que Coke y su esposa hubieran heredado el Brookhill Hall, cerca de Pinxton. Los muestra a ellos dos junto con el primo de Coke, Daniel Coke, en una mesa al aire libre, bajo un gran árbol. El foco de la composición y, aparentemente, el objeto de la discusión, es una hoja de papel que aguanta Daniel Coke, que podría estar relacionada con el paisaje que no se ve. Wright colocó a D'Ewes Coke en el ápice del triángulo, con su mirada apuntando a su mujer, mientras que los otros dos miran en la lejanía. El significado de la pintura no ha sido descubierto. Coke fue miembro de la Sociedad filosófica de Derby, fundada cuando Erasmus Darwin se mudó a Derby.
Coke murió en Bath el 12 de abril de 1811 y fue enterrado en Pinxton.

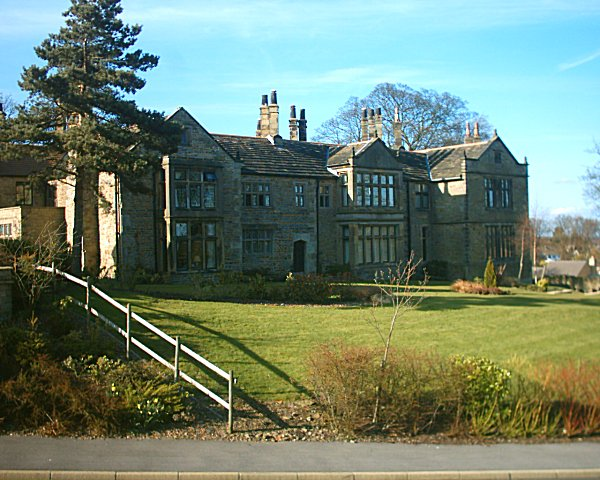
Totley Hall, heredado por Hannah Coke en 1791 de su tío Andrew Gillimore.

## Legado
En su testamento Coke estableció una organización caritativa de educación a Pinxton, dejando cinco entregas cada año sacadas de los beneficios de sus minas de carbón para comprar libros por los niños pobres. El 1846, los libros eran generalmente entregados a niños que iban a una escuela que no recibía fondos.